# 覚助 (仏師)
覚助（かくじょ、生年不詳 - 承暦元年（1077年）10月）は、平安時代中期から後期の仏師。定朝の子とも弟子とも言われている。七条仏所の祖。
事績については、康平2年（1059年）の法成寺阿弥陀堂・五大堂の造仏についてが初見である。治暦3年（1067年）興福寺金堂などの造仏を行った功により法橋に任じられ、翌4年（1068年）には法眼となっている。承暦元年（1077年）、法勝寺の造営中に没してしまったが、その後は弟子の院助が引き継いで完成させている。
覚助の作品と推定される仏像として、延久3年（1071年）に復興された祇園社観慶寺の旧本像で、現在大蓮寺にある薬師如来像（重要文化財）が挙げられる。
『古事談』には、師である定朝に義絶されるも、左近衛府に献ずるため定朝が作成していた陵王の面を留守の間に自ら手直しし、勘当が許されたエピソードが記載されている。

## 参考資料
- 京都国立博物館編集 『院政期の仏像 ─定朝から運慶へ─』 岩波書店、1992年 ISBN 4-00-008058-X